# オックスフォード
オックスフォード（英: Oxford）は、イギリスのイングランド東部にあるオックスフォードシャーの州都で、シティ・ステータスを持つ地方行政区（local government district）。英語圏において最も古い大学であるオックスフォード大学の拠点であることから、大学都市として有名。漢字では牛津と表記される。
オックスフォードは「夢見る尖塔の都市」として知られる。この言葉は、詩人マシュー・アーノルドが、大学を構成する建造物が建築として調和を実現していることに関連して造語したものである。オックスフォード南東部のカウリー（Cowley）は、自動車製造の長い歴史を持ち、現在でもミニを製造している。
オックスフォードは、ドイツのボン、フランスのグルノーブル、ニカラグアのレオン、オランダのライデン、そしてロシアのペルミと姉妹都市提携をしている。これらの都市はすべて大学都市である。
人口は15万7997人（2014年推計）で、民族構成はイギリス系が72.4%、アイルランド系白人が1.4%、その他の白人が6.7%、南アジア系が8.5%、中国系が4.3%、黒人が3.7%、混血が3.0%、その他が2.5%となっている。

## 歴史

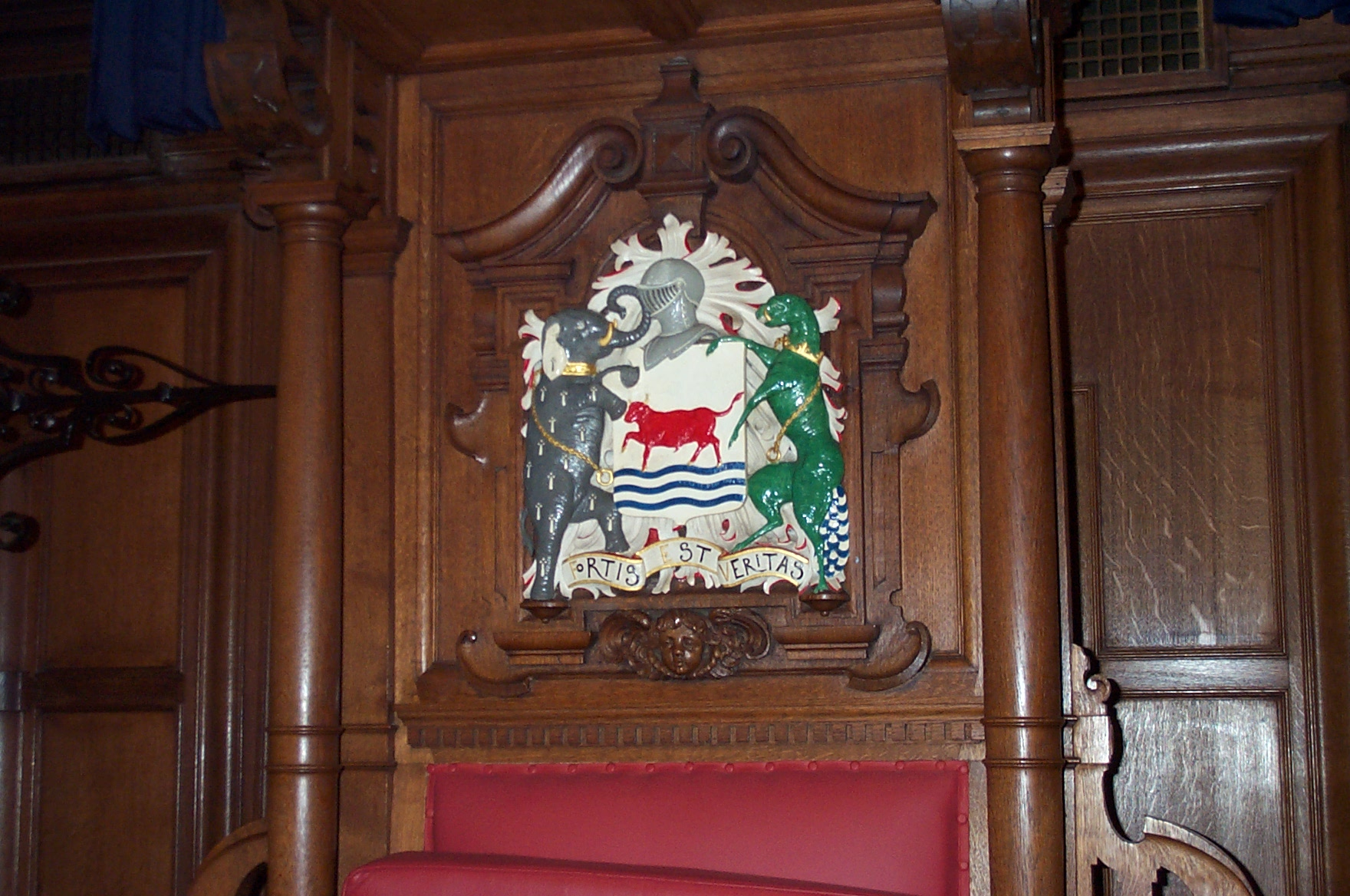
Oxford 市の大紋章（Coat-of-arms）
市の標語: Fortis est veritas
(ラテン語："真理は力である")

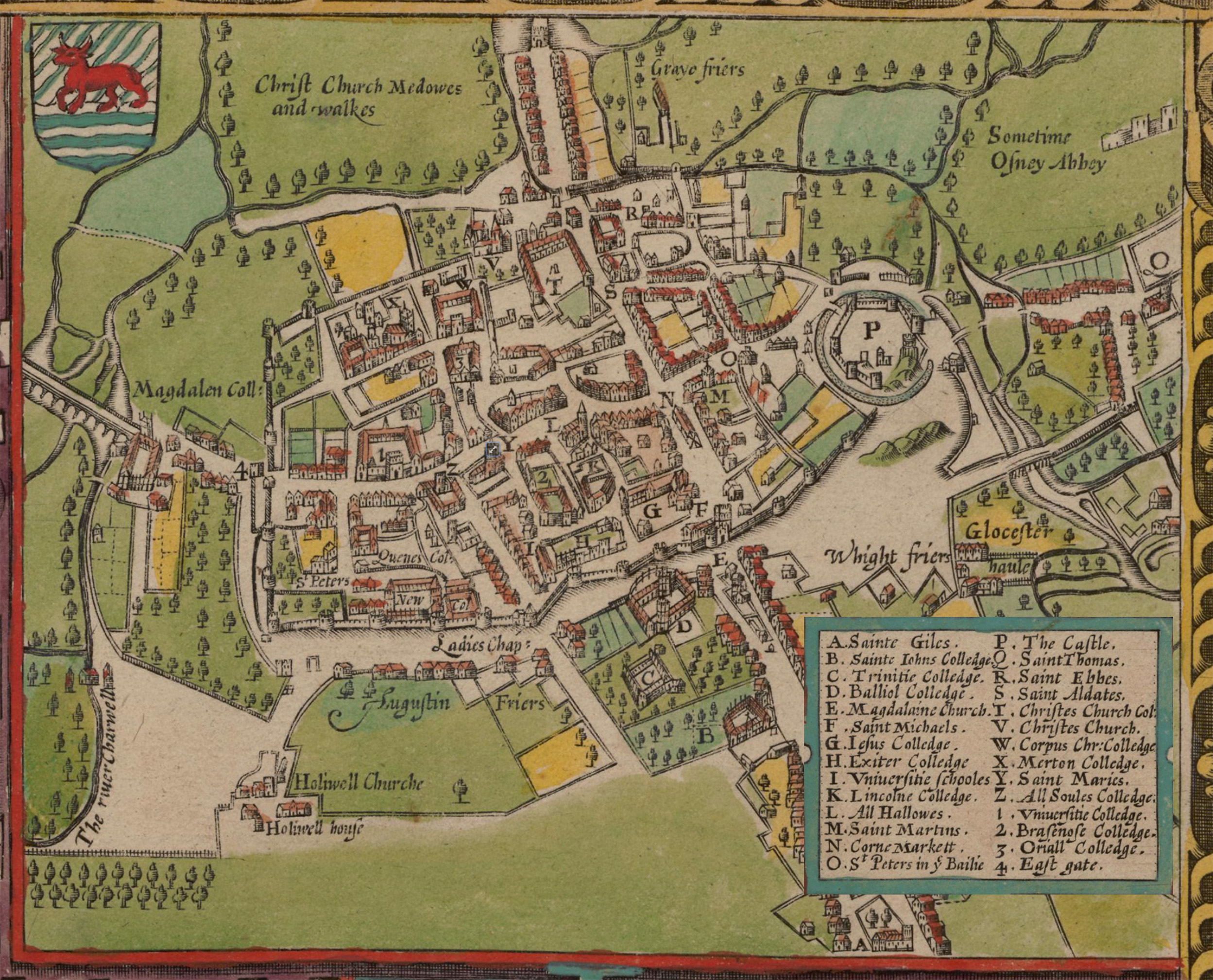
オックスフォードの地図（1605年）

オックスフォードはサクソン時代に人が居住しはじめ、最初は古英語でオクサンフォルダ（Oxanforda）として知られた。oxanforda とは雄牛（oxen）が渡ることのできる浅瀬（ford）の意味である（イギリスに多くある地名の「〜フォード」は、浅瀬・渡場の ford に起源がある。ドイツ語地名の「〜フルト」（furt）に対応する）。8世紀に聖フリデスウィデ（Frideswide）の女子修道院の創設と共に都市としての歴史が始まる。最初の文書記録としては『アングロサクソン年代記』の912年の記述で言及されている。10世紀になるとオックスフォードは、マーシア王国とウェセックス王国の間の軍事上の拠点として重要な意味を持つようになり、数度にわたりデーン人の侵攻を受けた。
オックスフォード大学は、12世紀の記録で初めて言及されている。オックスフォードの最古のカレッジ（学寮）は、ユニバーシティ・カレッジ、ベイリョール・カレッジ（1263年）、そしてマートン・カレッジ（1264年）である。
オックスフォードのクライスト・チャーチ大聖堂（Christ Church Cathedral）は、一つの教会が大学の聖堂と司教座聖堂を兼ねているという、世界でも例を見ないユニークな聖堂である。もともと聖フリデスウィデの修道院聖堂であったが、建物が拡張され、カーディナルズ・カレッジの一部に組み込まれた。その後、1546年にクライスト・チャーチ大聖堂として再び独立した建造物となった。以降、現代に至るまでオックスフォード教区の司教座聖堂となっている。
「タウン（町）とガウン（学生）」の間の関係はしばしば悪化することがあった。たとえば1355年の「聖スコラスティカの日の暴動」といわれる事件では、数人の学生が市民の手で殺害されている。
清教徒革命（イングランド内戦・第一次イングランド内戦：1642年 - 1646年）の間、オックスフォードは長期議会にロンドンを追放されたチャールズ1世の宮廷を迎えていた。オックスフォードの町には議会派への強い支持が存在したが、王党派の本拠地として王の宮廷は維持され、一時は長期議会への対抗としてオックスフォード議会が召集された。しかし1645年のネイズビーの戦いで王党派は大敗を喫し議会派に次々と拠点を奪われ、町は翌1646年にトーマス・フェアファクス指揮下の議会派勢力に屈した。直前に逃亡したチャールズ1世も降伏、内戦は王党派の敗北に終わった。
1790年には、オックスフォード運河が市をコヴェントリーに結び、テムズ川へと連結させた。1840年代には「大西部鉄道」（Great Western Railway）と「ロンドン及び北西部鉄道」（London and North Western Railway）が、オックスフォードとロンドンを繋いだ。
19世紀には、イングランド国教会を再びローマのカトリック教会と和解させようというオックスフォード運動がこの地から起こり、イギリスのみならずヨーロッパ全域からの注目を集めた。
オックスフォードの市庁舎（Town Hall）はヘンリー・T・ヘアが建設し、その礎石は1893年7月6日に置かれ、後の国王エドワード7世によって、1897年5月12日に公開された。市庁舎の建てられた地は、1292年にギルド・ホールが置かれて以来地方行政府の所在地となっている。なお、オックスフォードはロード・メイヤーを頂くシティであるが、市庁舎には伝統的な呼称である「タウン・ホール」が今なお使用されている。
20世紀初頭に至り、オックスフォードは急速な産業と人口の増大を経験し、印刷及び出版産業は1920年代までに十分な確立をみた。この時代にはまた、オックスフォードの経済と社会は大きな変容を遂げた。ウィリアム・モリス（初代ナフィールド子爵、William Morris, 1st Viscount Nuffield）が、市の南東端にあたるカウリーにおいて、自動車の大量生産を行うため「モリス自動車会社」（Morris Motors Company）を設立したためである。1970年代初頭までには、2万人を越える人々が巨大な「モリス自動車及び圧延鋼フィッシャー」（Morris Motors and Pressed Steel Fisher）の工場群に雇用され、カウリーで働いていた。この時代までに、市は2つの部分から構成されるようになっていた。モードリン橋（Magdalen Bridge）の西にあたる大学都市と、東にあたる自動車都市である。この状況から「オックスフォードはカウリーに残された堤だ」という諧謔が生まれた。カウリーは、ブリティッシュ・レイランドの衰退が起こった1980年代と1990年代に大規模な失業を蒙ったが、現在はBMWによる新型ミニ車の製造で成功を収めている。
自動車工場への移民労働者の流入、近年における東南アジアからの移民、そして膨大な学生人口は、オックスフォードに顕著なコスモポリタン的性格を与えている。とりわけ、ヘディントン及びカウリー・ロード（Cowley Road）地区においてその傾向は著しく、多数のバーやカフェ、レストラン、クラブ、エスニック・ショップ、ファースト・フード店舗で賑わっている。
1954年5月6日には、ロジャー・バニスター（Roger Bannister）がオックスフォードのイフリー・ロードのトラックにおいて、1マイルを4分未満で走破する正式記録を打ち立てた。
オックスフォードにあるもう一つの大学であるオックスフォード・ブルックス大学は、以前にはヘディントンを本拠とするオックスフォード・ポリテクニクであったが、1991年に大学認可勅許状を得た。

## 交通
道路
- A40

鉄道

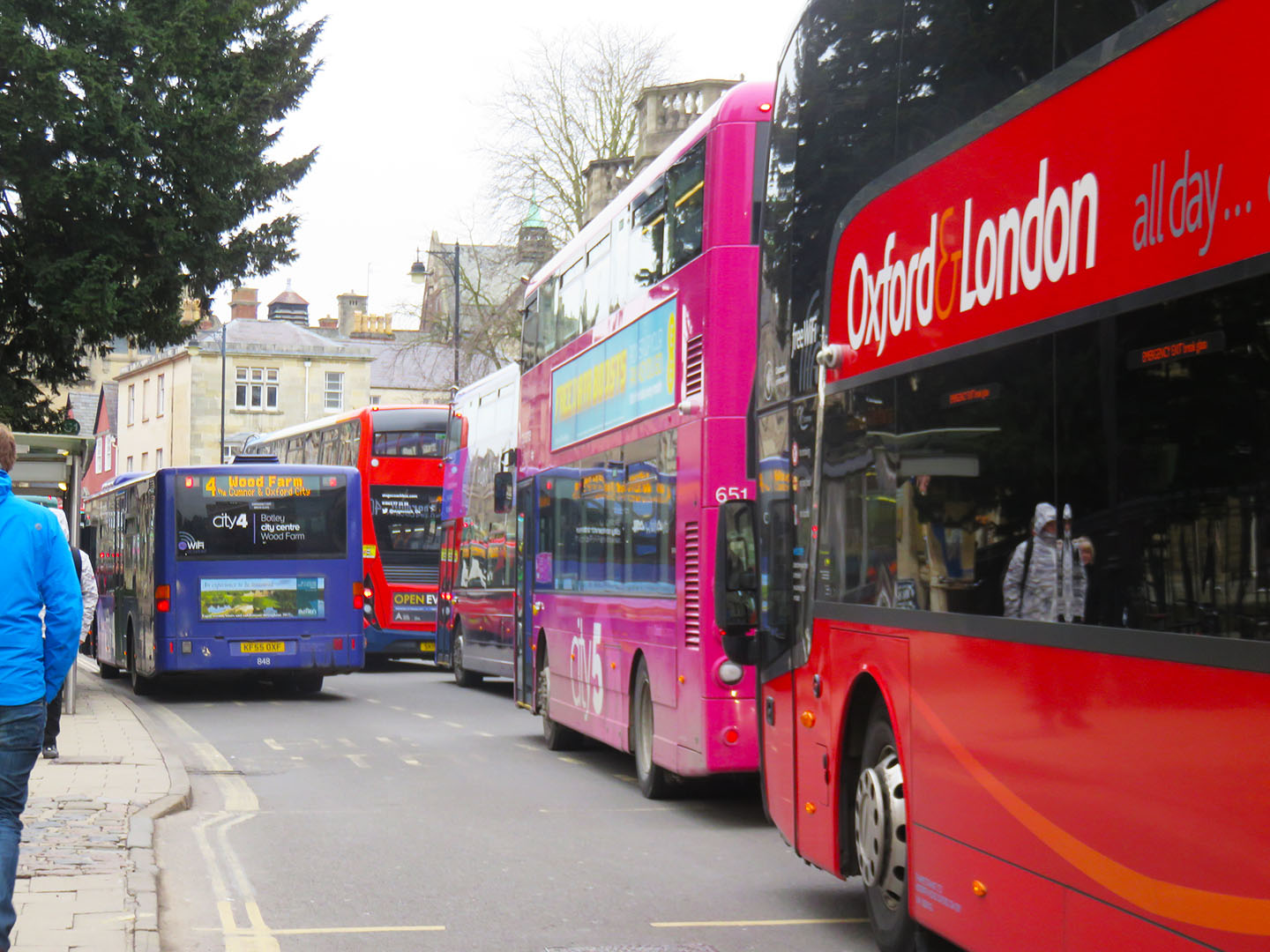
オックスフォードのバスはカラフルなものが多い

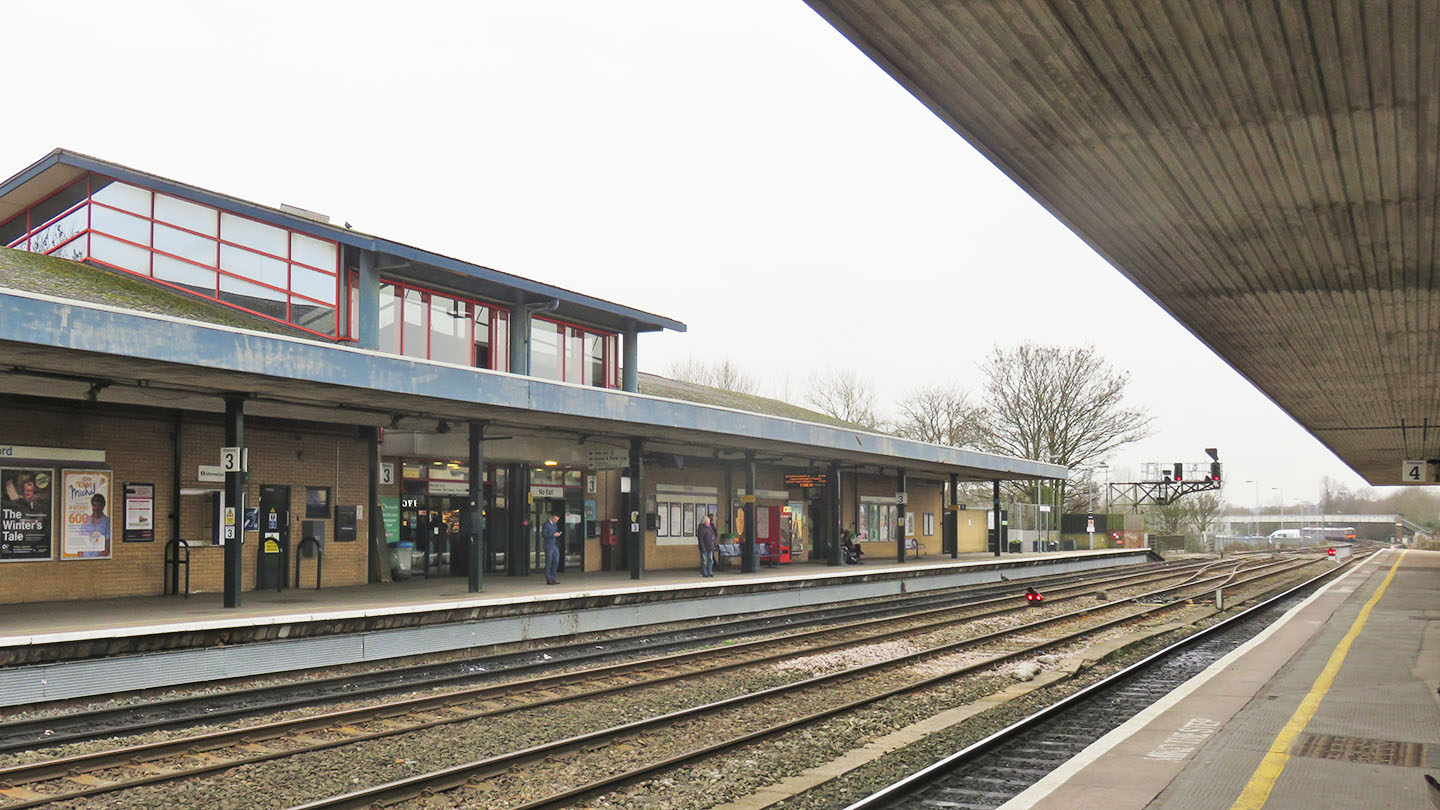
オックスフォード駅

- ファースト・グレート・ウェスタン - ロンドン・パディントン駅より1時間
- クロスカントリー・トレインズ - バーミンガム、レディング、ボーンマス
- チルターン・レイルウェイズ - バーミンガムから1日1便のみ

長距離バス
ロンドンから2時間弱
- オックスフォード・チューブ（Oxford Tube; ステージコーチ社）
- オックスフォード・エクスプレス（Oxford Espress; Go-Ahead Group）

## 観光

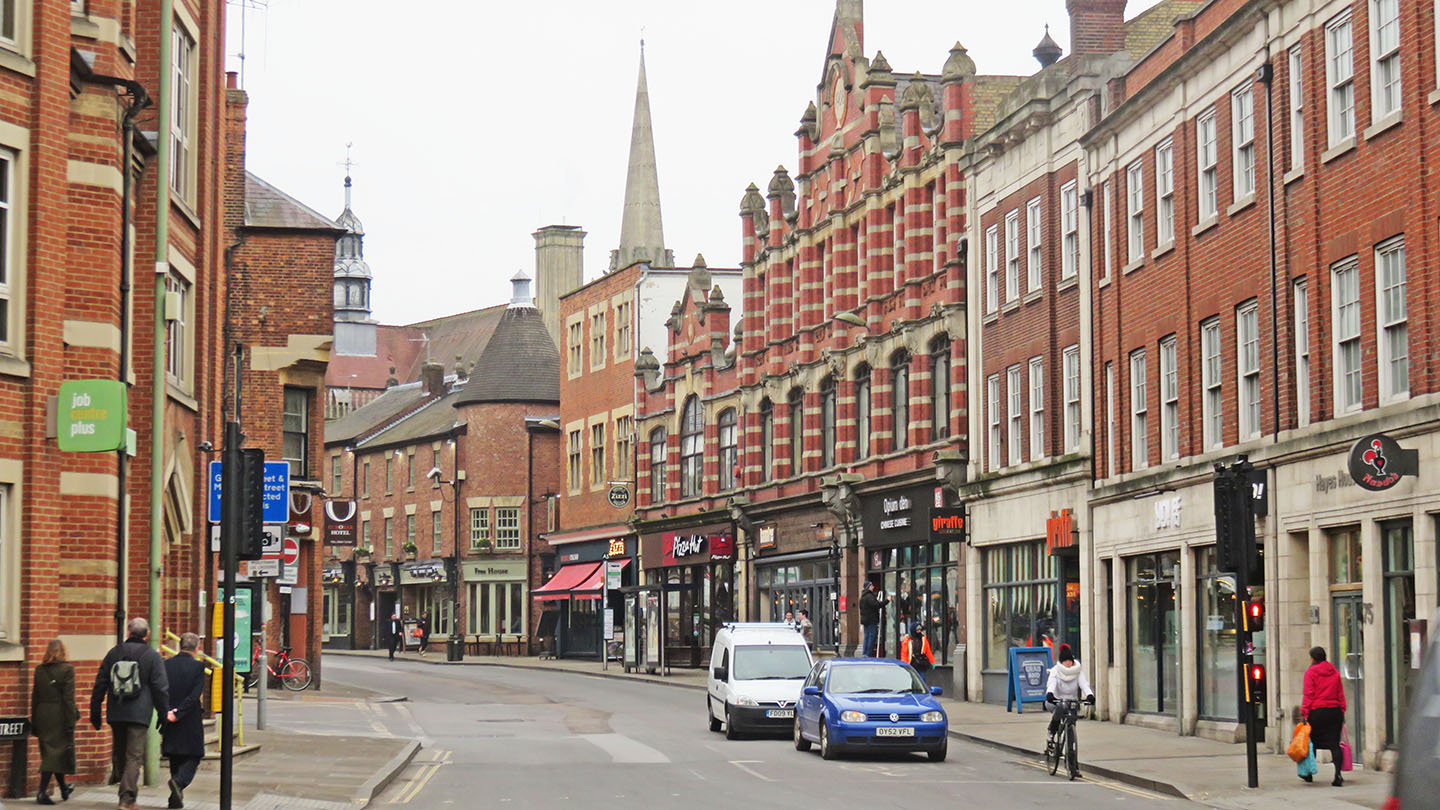
ジョージ通り

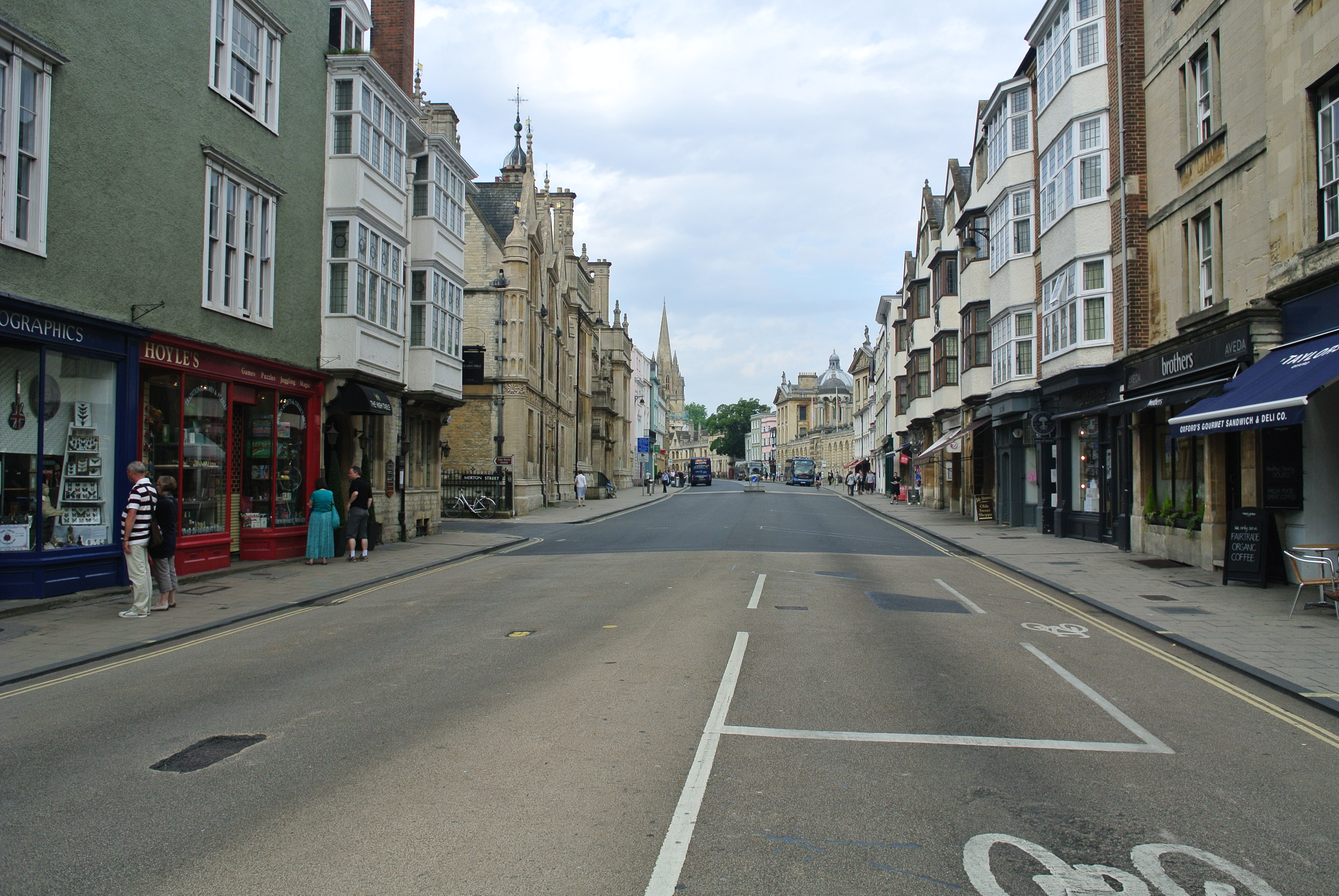
オックスフォード市内の街並み

オックスフォードには、旅行者を魅惑する多数のアトラクションがあり、幾つかは大学に関係している。著名な幾つかの建造施設同様、街の中心部は、カーファックス・タワーに通じる憩いの場であり、歴史をテーマにした車乗旅行である「オックスフォード物語」の起点にもなっている。夏場にはテムズ川（オックスフォードを通過して流れており、オックスフォードあたりの上流では時として「アイシス」とも呼ばれる）やチャーウェル川での、平底の小舟であるパントを使った舟航の旅に人気がある。

### 宗教関連の場所
- オックスフォード大聖堂（クライストチャーチ大聖堂、Oxford Cathedral）
- 聖マリア教会（ユニバーシティ教会、The Church of St Mary the Virgin）
- 殉教者記念碑（Martyrs' Memorial）

#### オックスフォード中心部の教会

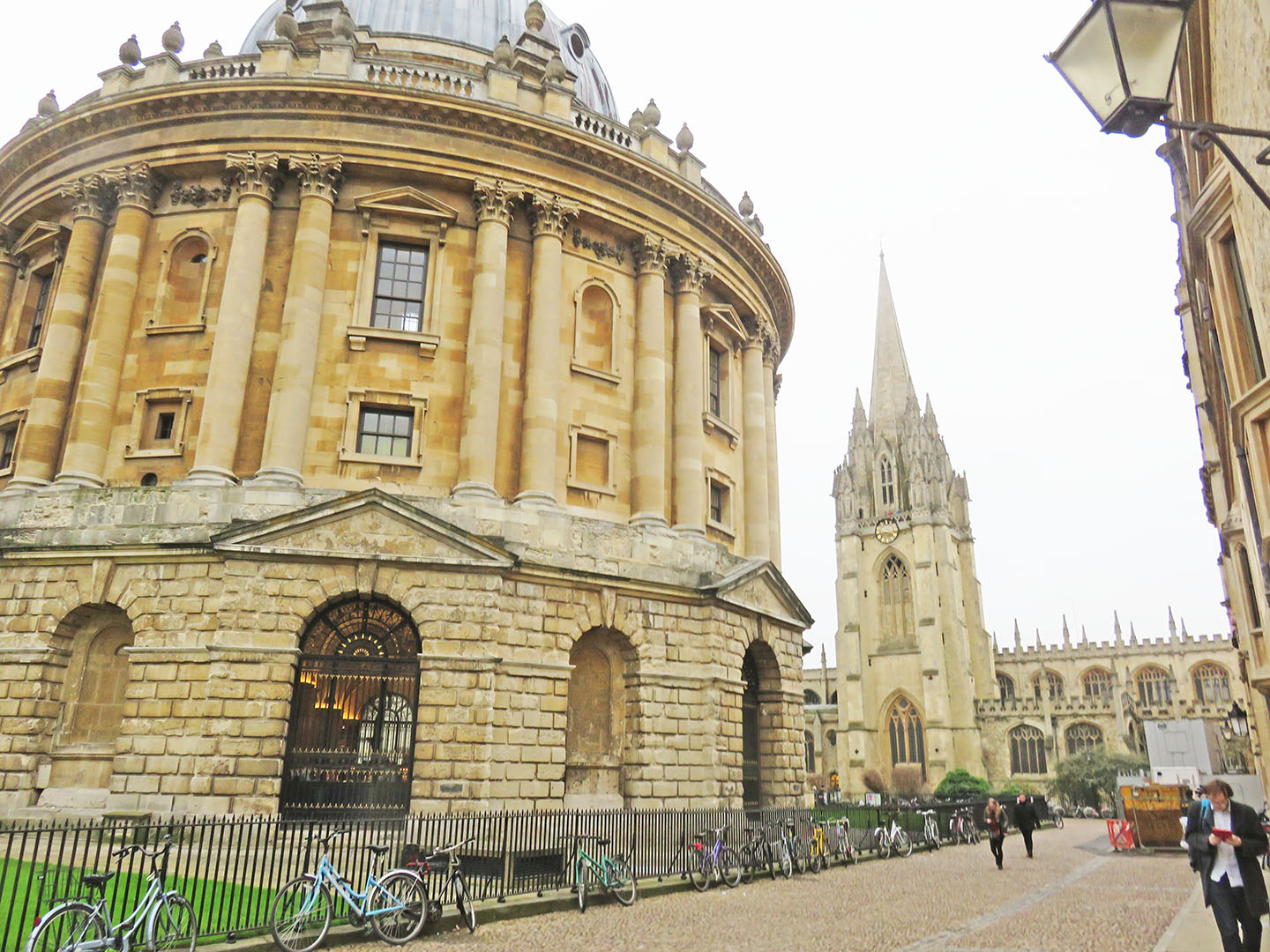
ラドクリフ・カメラと聖マリア聖母大学教会

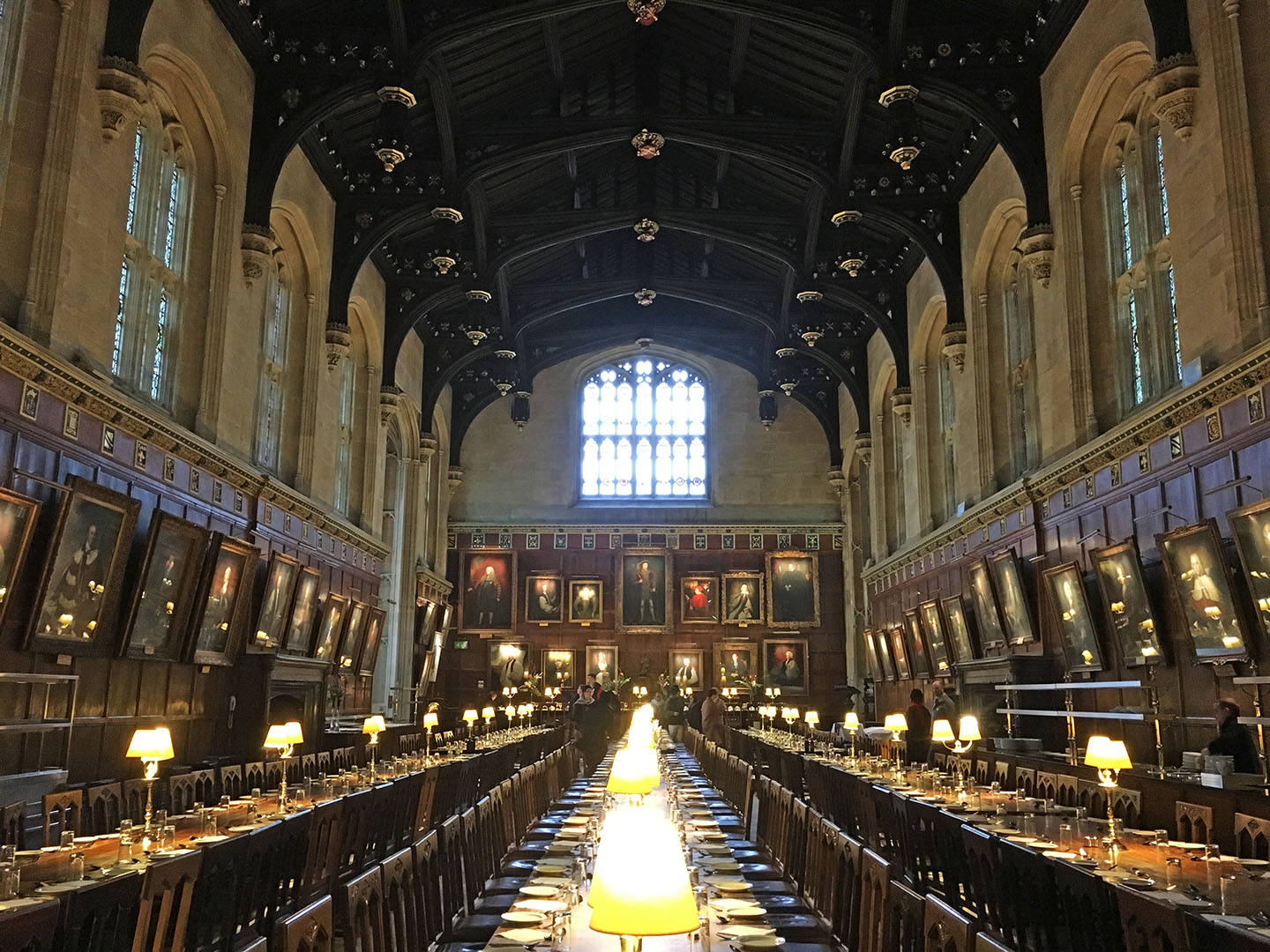
ハリーポッターのロケにも使われたクライスト・チャーチ・カレッジのホール

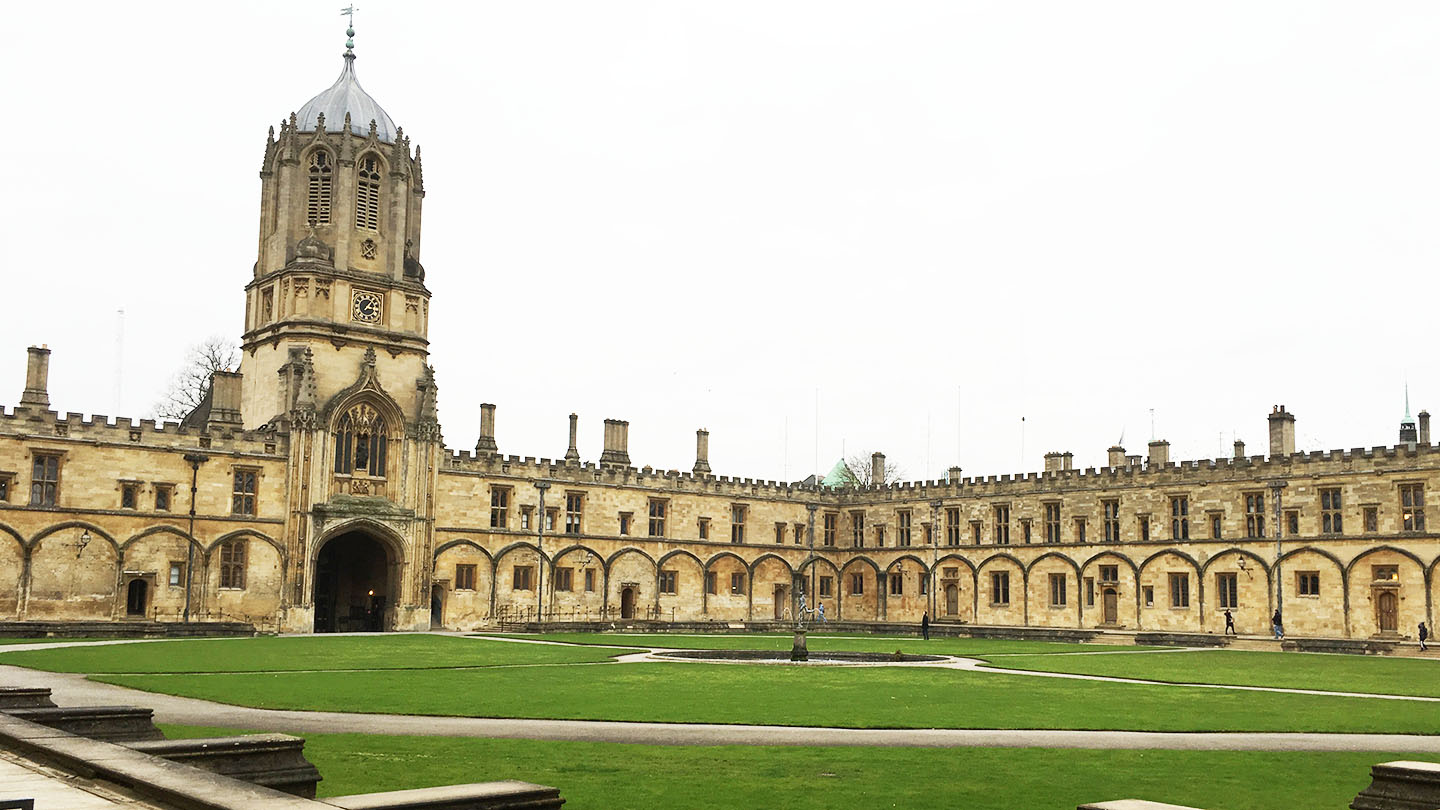
クライスト・チャーチ・カレッジのトム・タワー

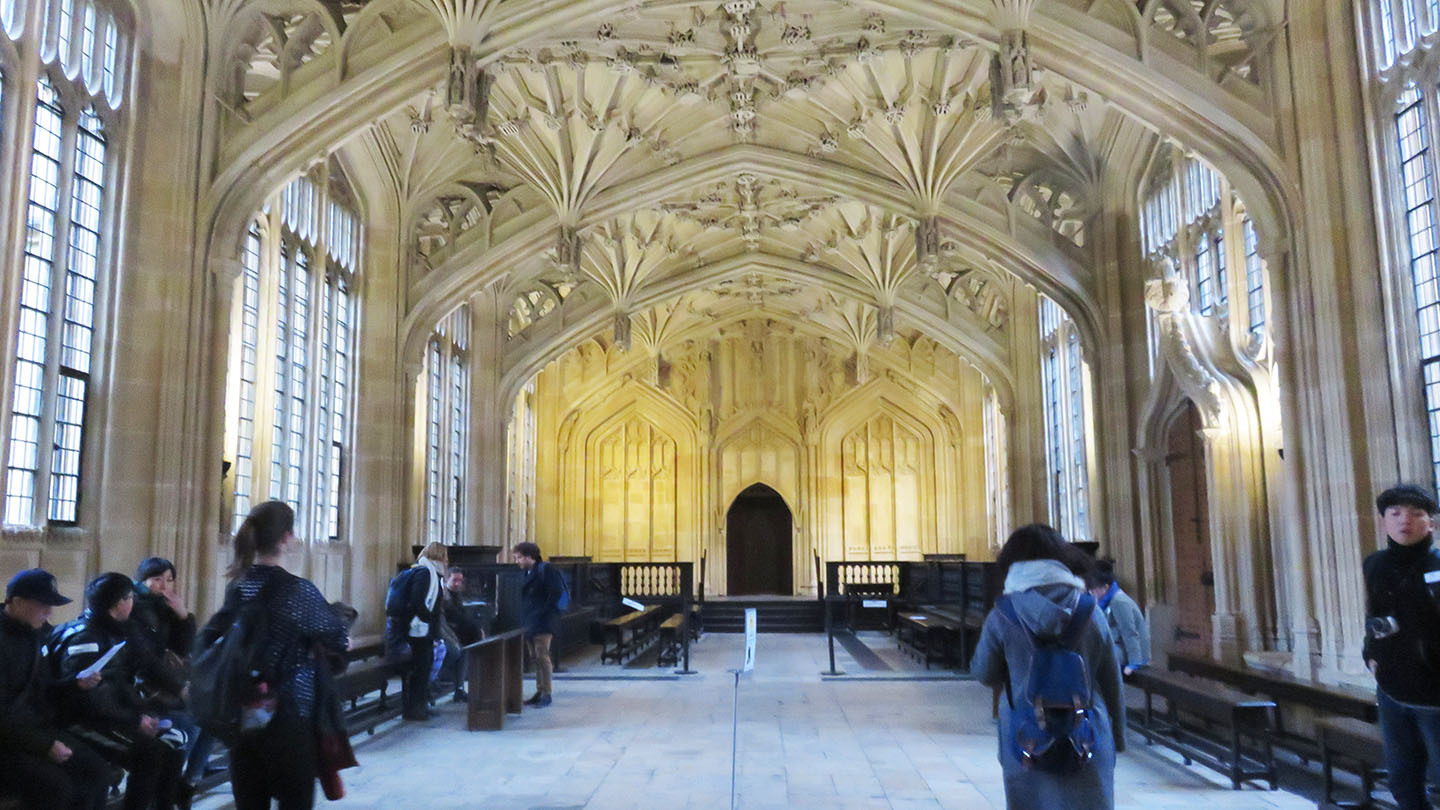
ハリーポッターのロケにも使われたボドリアン図書館内のディビニティ・スクール

- ブラックフライアズ（カトリック教会）・ドミニコ会小修道院 - セント・ジャイルズ通り64
- クライスト・チャーチ大聖堂（国教会） - セント・オールデート通り
- 聖マリア教会のドイツ語ルーテル教会 - ハイ・ストリート
- ニューロード・バプティスト教会 - ボン広場
- 至聖三者教会・生神女福音教会（正教会） - カンタベリー・ロード1（バンベリー・ロード外れ）
- キリスト信仰友会教会（クエーカー）
- ローマ・カトリック・チャプレンシ教会 - セント・オールデート、ローズ広場
- セント・オールデート教会（国教会）
- セント・アロイシウス教会 - ウッドストック・ロード
- 聖コルンバ連合改革教会 - アルフレッド・ストリート
- 聖十字架教会（国教会）
- セント・エッブ教会（国教会） - セント・エッブ通り外れ、ペニーファージング広場
- セント・ジャイルズ教会（国教会） - セント・ジャイルズ通り
- 聖マグダラのマリア教会（国教会） - モードリン通り
- 聖マリア聖母大学教会 (University Church of St Mary the Virgin)
- 聖ミカエル・アツ・ザ・ノースゲート教会［北門の聖ミカエル教会］（国教会）
- 救世軍オックスフォード伝道所 - アルビオン広場
- ウェズリー記念教会（メソジスト） - ニュー・イン・ホール通り

### 博物館とギャラリー
- アシュモレアン博物館（Ashmolean Museum）
- ピット・リヴァース博物館（Pitt Rivers Museum）
- オックスフォード大学自然史博物館（Museum of Natural History）
- オックスフォード近代美術館（Museum of Modern Art）
- オックスフォード科学史博物館（Museum of the History of Science）
- 大英博物館

### 大学の建物
オックスフォード大学のカレッジを除く。
- ボドリアン図書館（The Bodleian Library）
- クラレンドン・ビル（The Clarendon Building） - しばしば映画やTVのセットとして利用される）
- ラドクリフ・カメラ（The Radcliffe Camera） - ジョン・ラドクリフに因んで名づけられた施設の一つ）
- シェルドン劇場（The Sheldonian Theatre）
- オックスフォード大学出版局（The Oxford University Press）
- 大学事務局（University Offices）

### オープン・スペース

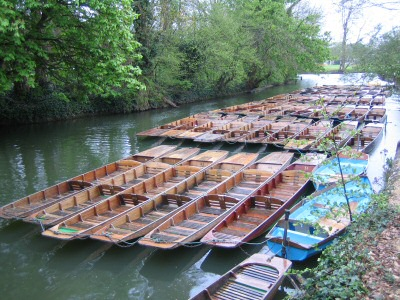
オックスフォードのパント舟

- オックスフォード大学公園（University Parks）
- オックスフォード大学植物園（University Botanic Garden）
- クライスト・チャーチ・メドー（草地、Christ Church Meadow）
- ポート・メドー（Port Meadow）
- メソポタミア（Mesopotamia）
- エンジェル・アンド・グレーハウンド・メドー（Angel & Greyhound Meadow）

### 商業エリア
- コーンマーケット通り
- タール通り
- リトル・クレラドン通り

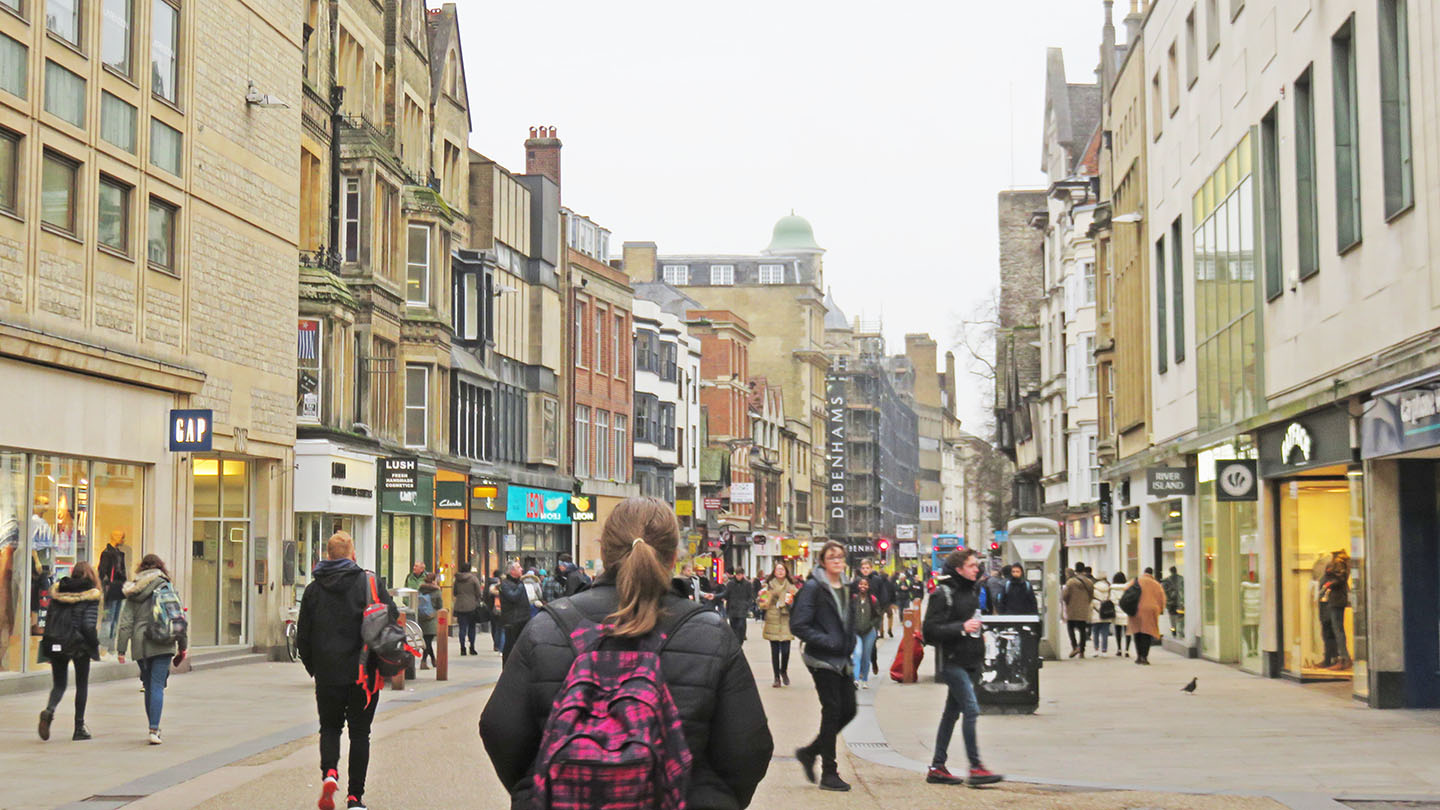
コーンマーケット通り

- オックスフォード・カバード・マーケット（屋根付き市場）

### 劇場と映画館
- オックスフォード・プレイハウス（Oxford Playhouse）
- ニュー・シアター（New Theatre）
- アルティミット・ピクチュア・パレス（Ultimate Picture Palace）
- フェニックス・ピクチュアハウス（Phoenix Picturehouse）
- オデオン・シネマ（The Odeon Cinema） - ジョージ通り、モードリン通り

### 由緒ある名門パブ
- イーグル・アンド・チャイルド亭（鷲と子供亭、The Eagle and Child）
- ターフ・タヴァーン亭（The Turf Tavern）
- ラム・アンド・フラッグ亭（英語版）（子羊と旗亭、The Lamb and Flag）
- ベア亭（熊亭、The Bear）

## 人物

### 出身人物
- ジャクリーヌ・デュ・プレ - チェロ奏者。1945年に同地生まれ。
- チャールズ・スペンサー＝チャーチル (第12代マールバラ公) - 1955年に同地生まれ。
- アレクサンダー・ホーキンス : ピアニスト、作曲家。

### ゆかりの人物
著名人
- ヘンリー・リデル - オックスフォード大学副総長（実質的な総長）。現在でもギリシア語辞典として世界的権威を持つ“A Greek-English Lexicon”の共著者。三人の娘の次女アリスは、ルイス・キャロルの『不思議の国のアリス』『鏡の国のアリス』の主人公のモデルとなった。
- フェリックス・ユスポフ - ロシア帝国貴族。オックスフォード大学に学んでいた時代に居住していた。のちグレゴリー・ラスプーチンを殺害。晩年は、パリ16区で妻イリナ・アレクサンドロヴナと居住。
- エマ・ワトソン - 女優。1990年、パリのル・マレで生まれ、パリ近郊メゾン＝ラフィット居住。5歳時にオックスフォードへ転居。

著名な作家
- ルイス・キャロル（本名チャールズ・ドッジソン） - クライスト・チャーチ・カレッジのフェローであった。
- コリン・デクスター - 推理小説の「モース警部シリーズ」をオックスフォードを舞台にして創作した。
- C・S・ルイス  - モードリン・カレッジのフェローであった。
- アイリス・マードック - セント・アン・カレッジのフェローであった。
- フィリップ・プルマン - エクスター・カレッジの学生であった。
- J・R・R・トールキン - マートン・カレッジで英語学の教授であった。
- ドロシー・L・セイヤーズ - 推理小説「大学祭の夜」の舞台をオックスフォードに置いている。自身もサマーヴィル校で学んだ。

## オックスフォードのイメージ
- クライスト・チャーチ・カレッジ（大学）
- 処女聖マリア・ユニバーシティ・チャーチ
- サクソン・タワー（市で、もっとも古い建造物）

## スポーツ
- サッカー

オックスフォードに本拠地を置くサッカークラブチームに、1893年創設のオックスフォード・ユナイテッド（Oxford United F.C.）、1882年創設のオックスフォード・シティ（Oxford City F.C.）が存在している。2012-2013シーズン、オックスフォード・ユナイテッドは4部相当のフットボールリーグ2に、オックスフォード・シティは6部相当のカンファレンス・ノースにそれぞれ所属している。